# Speicher Knappenrode
Der Knappensee (obersorbisch Hórnikečanski jězor), auch Speicher Knappenrode genannt, ist ein Tagebaurestloch südöstlich von Hoyerswerda in Sachsen. Er ist nach der nördlich liegenden Ortschaft Knappenrode benannt und befindet sich größtenteils auf dem Gemeindegebiet von Lohsa. Der See entstand durch zwei Hochwasserereignisse im Mai und Juni 1945, die zur Flutung des Braunkohletagebaus Grube Werminghoff führten.

## Entstehung
Das Projekt war das erste Erholungsgebiet in der Bergbaufolgelandschaft des Lausitzer Braunkohlereviers. Otto Rindt war an der Rekultivierungsplanung des Sees maßgeblich beteiligt. Kurz nach Kriegsende 1945 wurde das Tagebaurestloch auf Grund zweier Hochwässer des Schwarzwassers mit Wasser gefüllt und als entstehender See ausgebildet. Er wies sehr gute ökologische und landschaftsplanerische Voraussetzungen für die vorgesehene Erholungsnutzung auf: Ein flacher Sandstrand auf mehr als 4 Kilometern Länge, als Gegensatz Hochufer an anderer Stelle sowie Kiefern- und Pappelbestände aus Aufforstungen der zwanziger Jahre. Die Wasserbeschaffenheit war, im Unterschied zu vielen anderen Tagebaurestlöchern, so gut, dass sich Fischbestände und Wasservögel entwickeln konnten. Die heutigen Nutzungen sind: Hochwasserschutz, Niedrigwasseraufhöhung, Freizeiterholung, Naturschutz und Binnenfischerei.
Die gestauten Gewässer sind das Hoyerswerdaer Schwarzwasser und der Koblenzer Graben. Der Speicher besitzt kein echtes Absperrbauwerk, sondern nur einen Hochwasserschutzdamm aus Sand. Lediglich der 600 Meter lange „Maukendorfer Absperrdamm“ im Nordwesten ist als Staudamm erkennbar. 1,41 Mio m³ werden im Normalbetrieb als Hochwasserschutzraum vorgehalten; der Wasserpegel liegt dann bei 125,50 Metern über NN und ermöglicht eine maximale Wassertiefe von 12 Meter.
Seit März 2014 ist der See gesperrt, um die langfristig geplanten Uferverfestigungsarbeiten durchzuführen. Laut ursprünglicher Planung sollten die Sanierungsarbeiten bereits 2017 abgeschlossen sein. Nach einer Verzögerung war deren Abschluss im Laufe des Jahres 2022 vorgesehen.
Durch eine großflächige Rutschung am 11. März 2021 wurde das Planungsziel 2022 erneut verzögert. In einem unsanierten Abschnitt im Nordosten des Knappensees war es zu einem großflächigen Setzungsfließen gekommen. Auf einer Länge von 400 bis 500 Metern ist der Uferhang in den See gerutscht. Der betroffene Bereich reichte bis zu 200 Meter ins Hinterland. Dabei wurde auch der vormalige Baumbewuchs mit in den See gerissen. Die Rutschung löste eine 1,5 Meter hohe Flutwelle aus, die in einer gegenüberliegenden Bungalowsiedlung in Groß Särchen Schäden verursachte. Der Wasserstand stieg an diesem Tag um 36 Zentimeter an, die ausgeflossene Menge wird auf rund 1 Mio. Kubikmeter geschätzt. Nunmehr (Stand 1. Juli 2022) sind notwendige Sanierungsarbeiten bis Ende der 2020er Jahr vorgesehen, bevor der See wieder für die Nutzung freigegeben werden soll.
Bis zur Sperrung war der See ein beliebtes Sportgewässer. Am Ufer gibt es mehrere Segelclubs, einen Kanu- und einen Seesportverein. Der etwa 8 Kilometer lange Rundweg um das Gewässer wurde von vielen Laufsportlern als Trainingsstrecke genutzt. Überdies verfügt der Knappensee über mehrere Zeltplätze sowie Möglichkeiten zum Dauercamping. Er ist ein beliebtes Naherholungsgebiet für die Stadt Hoyerswerda.
Ostnordöstlich des Knappensees liegt der Graureihersee. Beide gehören zum Lausitzer Seenland.

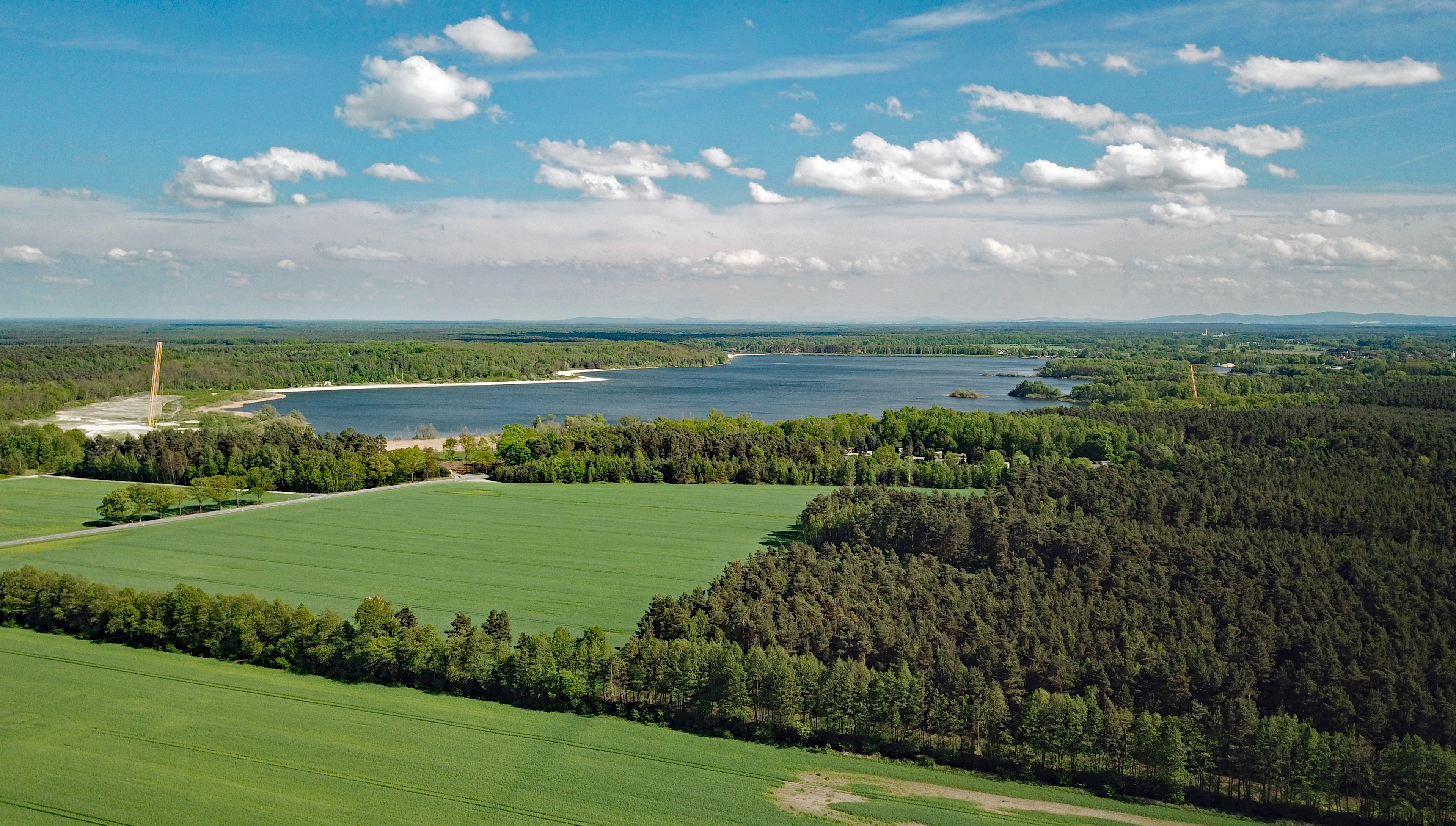
Knappensee aus der Luft von Maukendorf aus
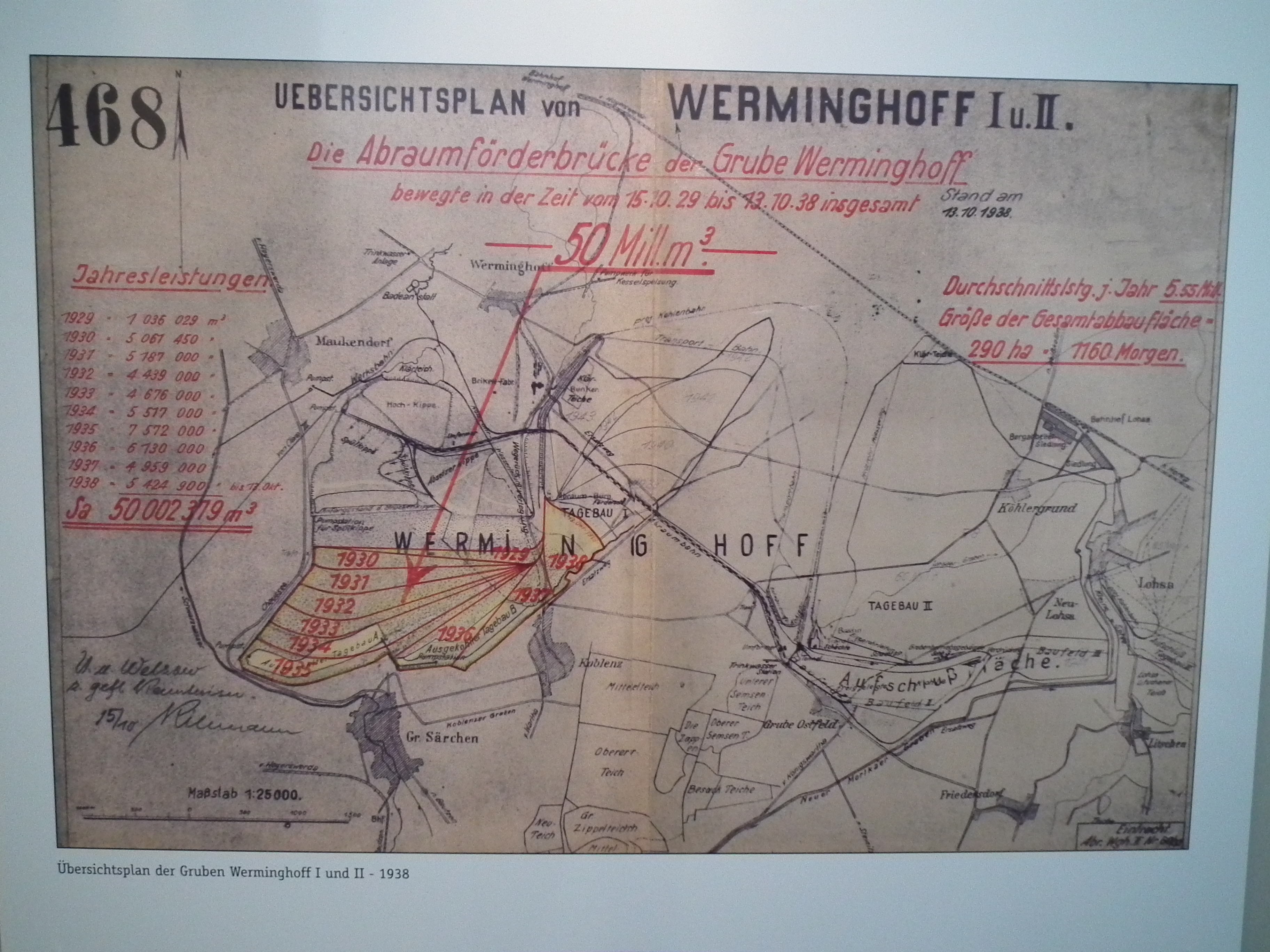
Tagebau Werminghoff I und II
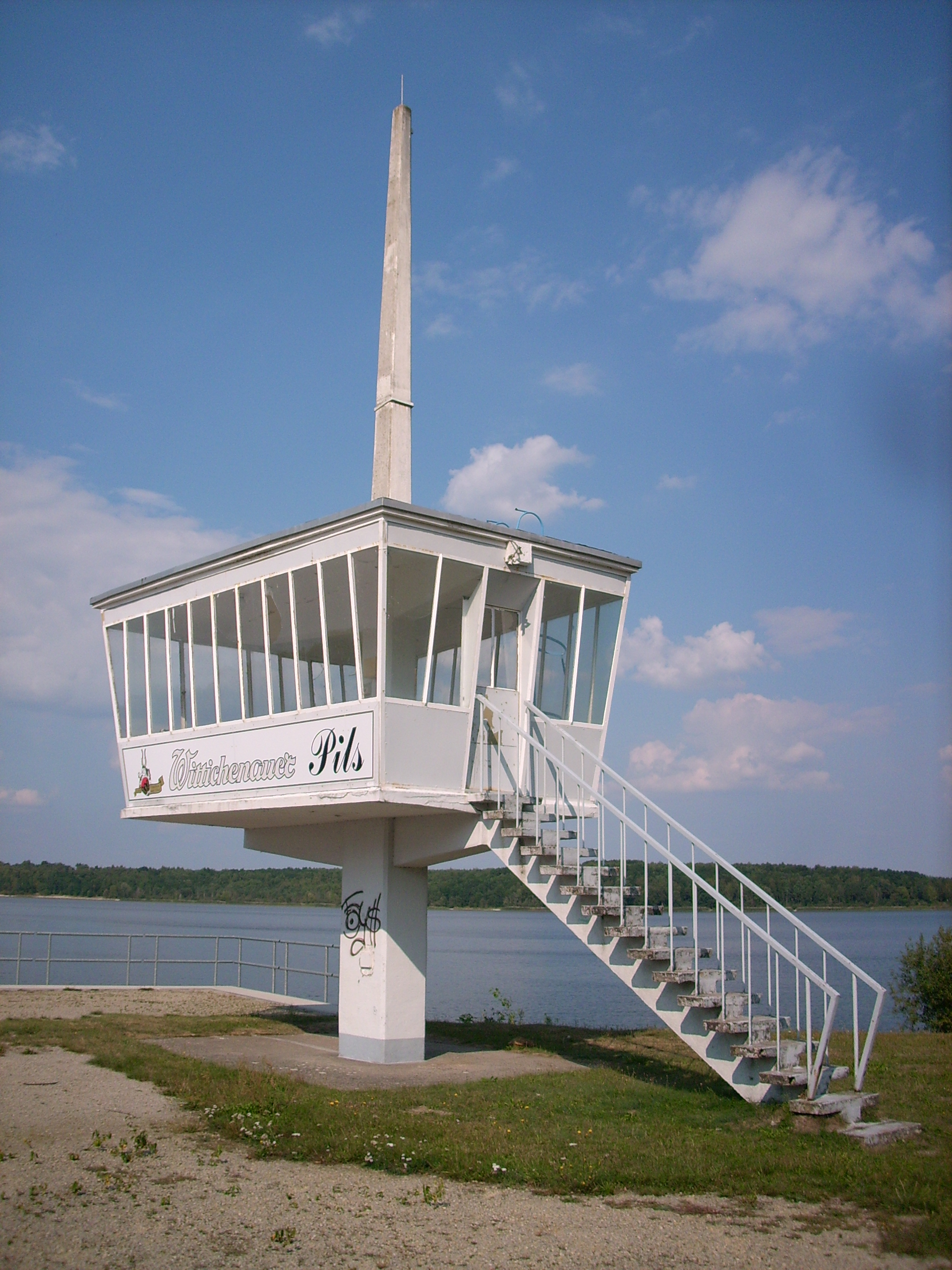
Regattaturm bei Groß Särchen
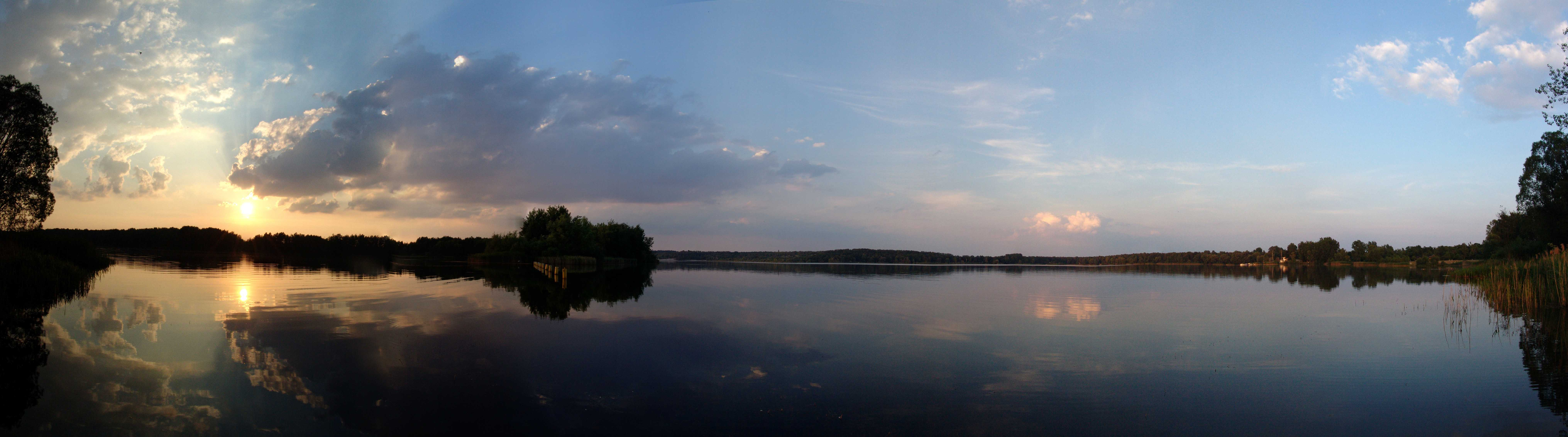
Panorama des Knappensees bei Sonnenuntergang